# من كا رع
من كا رع، (بالإنجليزية: Menkare)‏، من المحتمل أنه كان ملكاً في مصر القديمة في الفترة الانتقالية الأولى في عصر الأسرة المصرية السابعة. وهو يحتل ترتيب رقم 41 في قائمة أبيدوس للملوك.

## مقالات ذات صلة
- الأسرة المصرية السابعة
- الأسرة المصرية الثامنة
- قدماء المصريين
- قائمة الفراعنة